# 6283 Menghuazhu
6283 Menghuazhu eller 1980 VX1 är en asteroid i huvudbältet som upptäcktes den 6 november 1980 av Purple Mountain-observatoriet i Nanjing, Kina. Den är uppkallad efter Meng-Hua Zhu.
Asteroiden har en diameter på ungefär 11 kilometer och den tillhör asteroidgruppen Dora.